# Borudamyren
Borudamyren este o arie protejată (arie specială de conservare — SAC, sit de importanță comunitară — SCI) din Suedia întinsă pe o suprafață de 89,5 ha, integral pe uscat.

## Localizare
Centrul sitului Borudamyren este situat la coordonatele 59°59′46″N 18°43′08″E / 59.9961°N 18.7188°E.

## Înființare
Situl Borudamyren a fost declarat sit de importanță comunitară în ianuarie 1997 pentru a proteja 2 specii de plante. Situl a fost protejat și ca arie specială de conservare în martie 2011.

## Biodiversitate
Situată în ecoregiunea boreală, aria protejată conține 2 habitate naturale: Păduri fino-scandinave bogate în ierburi cu Picea abies, Taiga vestică.
La baza desemnării sitului se află mai multe specii protejate de  plante (2): Buxbaumia viridis, papucul doamnei (Cypripedium calceolus).